# Jules Proal
Pour les articles homonymes, voir Proal.
Jules Proal, né le 24 avril 1851 à Riez (Alpes-de-Haute-Provence) et mort le 2 février 1933, est un homme politique français.

## Biographie
Avocat à Dijon, il est député des Basses-Alpes, où il a des propriétés, de 1885 à 1889, inscrit au groupe de la Gauche radicale. Battu en 1889 et en 1893, il devient journaliste politique, et est l'un des fondateurs de l'Association des journalistes républicains.